# Войнилович, Тадеуш Антонович
Таде́уш Анто́нович Войнило́вич (пол. Tadeusz Woyniłłowicz; 1804, Слуцкий уезд, Минская губерния, Российская империя — 1878, Слуцк, Слуцкий уезд, Минская губерния, Российская империя) — Слуцкий уездный предводитель ( 1845—1863 ).

## Происхождение и семья
Герб «Сырокомля» принадлежал католическому мещанскому дворянскому роду Войниловичей, представители которого занимали различные земские должности в Новогрудском воеводствеВеликого княжество Литовского и Слуцком уезде Минской губернии Российской империи .
Родился в семье Антона Адамовича Войниловича (1771—1855), Слуцкого уездного предводителя (1811—1818), и его жены Теофилии Одинец. Отец Антон Адамович Войнилович был сыном Адама Франтишковича Войниловича (1739—1803), новогрудского подкоморий ( 1783—1797 ) и его жены Каролины Каролевны Сулистровской, поженившихся в 1770 году.
Тадеуш Войнилович женился на Казимире Наркевич-Ёдка (1817—1866), которая родила ему трех дочерей: Софью Тадеушевна Войнилович (24 марта 1838—?); Анеля Тадеушевна Войнилович (1843—до 1850); Эмилия Тадеушевна Войнилович (25 октября 1848—?). Дочь Анель умерла в младенчестве. Одна дочь Тадеуша, Софья Тадеушевна Войнилович, вышла замуж за Леона Михайловича Даманского (1830—1892), помещика Слуцкого уезда (его отец имел в 1850 г. . А вторая дочь Эмилия тоже вышла замуж за помещика Слуцкого уезда - пана Адама Даманского (1831-1891).

## Служебная деятельность
В молодости служил в российской армии — в Литовском кавалерийском корпусе великого князя Константина Павловича, брата российского императора Николая I. 14 февраля 1834 года по собственному желанию уволен от военной службы с чином поручика и орденом Святого Георгия, который, как известно, давался только за персональное мужество в бою. Стал жить в родовом имении в Слуцком уезде и заниматься хозяйством.
21 сентября 1844 года на дворянских выборах в Минске на должность Слуцкого уездного предводителя (1844—1845) был избран Ян Игнатович Даманский, бывший дворянский депутат (депутат) Слуцкого уезда, и первый «кандидат (заместителем) на должность слуцкого предводителя был Тадеуш Антонович Вайнилович. После незапланированной отставки Даманского, 7 мая 1845 года, Тадеуш Антонович Вайнилович был утвержден российскими властями в качестве маршала Слуцкого. После этого Тадеуш Вайнилович шесть раз избирался в Минске на должность Слуцкого уездного предводителя на новые трехлетние сроки — в 1847, 1850, 1853, 1856, 1859, 1862 годах.
Одно время в доме маршала Тадеуша Войниловича в Слуцке жил его племянник Эдвард Адамович Войнилович (1847—1928), учившийся в Слуцкой гимназии .
Тадеуш Войнилович был последним слуцким уездным предводителем, избираемым уездным дворянством, так как после 1863 года уездные предводители в «западных губерниях» Российской империи стали назначаться российским правительством. Вероятно, Тадеуш Вайнилович был бы назначен на должность слуцкого предводителя русскими властями в 1863 году, но это стало невозможным из-за громкого инцидента с «Минским протоколом», произошедшего в 1862 году в Минске .

## Дело с «Минским протоколом» (1862 г.)
Накануне восстания 1863-1864 годов в патриотических целях минский дворянский предводитель (1859-1863) Александр Доминикович Лапа, желая добиться от российских властей соединения Минской губернии (а с ней и других "северных -западные губернии» ) с польскими губерниями в составе Российской империи в некую отдельную автономию (которая охватывала бы территории бывшей Речи Посполитой до первого раздела в 1772 г.) и восстановление университета в Вильне (или в других местах Беларуси).
17 ноября 1862 года в Минске губернский дворянский собрание во главе с Лапам имел намерение представить на имя российского императора Александру II официальное обращение (обращение), в котором говорилось бы о необходимости соединения Минской губернии с польскими губерниями. Планировалось представить одинаковые обращения от всех провинциальных дворянских общин страны. Виленский военный генерал-губернатор (1855-1863) Владимир Иванович Назимов  запретил подачу адреса, но минские дворяне внесли его текст в протокол заседания губернского дворянского собрания, которое подписали 255 человек — первым подписался минский губернский предводитель дворянства Александр Лапа. Слуцкий уездный предводитель Тадеуш Антонович Вайнилович из патриотических побуждений также подписался под этим протоколом. Генерал-губернатор вынужден был распустить дворянский собрание. Все документы, которые касались тех событий, были 21 января 1864 извлеченный по приказу Временного военного губернатора Минской губернии с канцелярий минского губернского предводителя и Минского дворянского депутатского собрания. В 1863 году по приказу нового военного генерал-губернатора Виленского Михаила Николаевича Муравьёва-Виленского (1796—1866) Александр Лапа был отправлен в Пермскую губернию за согласие на подписание «Минского протокола», а его большое имение Рудобелка было вынуждено продавать.
В 1862 году, сразу после подписания протокола и приезда в свое имение в Слуцком уезде с купленным чемоданом и валенками, Тадеуш Войнилович отказался подписать верноподданый «адрес» до российского царя, которые в то время подписывали многие дворяне «западных губерний», он подал в отставку и спокойно готовился до изгнания властями, хотя это могло грозить конфискацией всего имения и трагедией для всей семьи.
В 1863 году, во время восстания 1863—1864 годов, его брату Адаму Антоновичу Войниловичу (1806—1874) грозил секвестр имения Савичи, так как писарь поместья стал членом слуцкого повстанческого отряда, был арестован и дал показания. По поручению военного начальника Слуцкого уезда несколько дней поместье находился в окружении и распоряжении отряда казаков, но Слуцкому уездному предводителю (1845-1863) Тадеушу Войниловичу (1804-1878) удалось добиться снятия секвестра от имения брата Адама до решения суда, чего не произошло позже.  .
Так получилось, что российские власти не применяли к Тадеушу Войниловичу никаких репрессий. Войнилович не был назначен на должность Слуцкого уездного предводителя после 1863 года, по причине неблагонадежности. Однако в 1863 году российское правительство назначило слуцким маршалом Юсефа Ксаверевича Войниловича, дальнего родственника Тадеуша.

## Последние годы жизни
Жена Тадеуша умерла раньше его. Позже, когда огонь сжег все его дома, как в Слуцке, так и в Кларимонте, Тадеуш жил в Савичах в своего брата Адама, с которым у него всю жизнь были дружелюбные семейные отношения. Адам был счастлив принять Тадеуша, потому что в 1861-1865 годах в Слуцке в доме Тадеуша жил сын Адама Эдуард, когда последний был Слуцким предводителем, за что Адам был рад отплатить брату.
Умер в 1878 году в Слуцке, где и был похоронен. Рядом похоронена его жена и мать.

## Поместья
В 1845 году, когда Тадеуш Вайнилович занимал должность Слуцкого уездного предводителя, его отец Антон в Слуцком уезде Минской губернии владел имением Кларимонт (Кларимонт, Савичи, Пузов), где насчитывалось 190 душ ревизов ; в приобретенном имении Каролин (Слуцкий уезд) — 116 душ, а в приобретенном имении Дучава (Душава) Слуцкого уезда — 20 душ.
В 1845 году отец Антон передал управление хозяйством своим сыновьям, разделив свои земли между двумя сыновьями (Тадеушу — Кларимонт, Каролин; Адаму — Савичи, Пузов и Браткова), и решил, что будет жить у сына Адама во дворце в Савичах на доходы из мелкого поместья Дучава (Душево). В 1850 в имении Тадеуша Войниловича Кларимонт имелось 86 душ, в Каролине — 116, а в 1856 — совместно в Кларимонте и Каролине насчитывалось 183 души.